# Teutrant
Segons la mitologia grega, Teutrant (en grec antic Τεύτρας) va ser un rei de Mísia.
El seu regne era a la desembocadura del riu Caicos. La seva mare es deia Lisipe. Quan Teutrant va matar un senglar a la muntanya, que amb veu humana li implorava pietat, es va refugiar al santuari d'Àrtemis. Però la deessa el va tornar boig i li va encomanar una malaltia semblant a la lepra. Lisipe, amb l'ajuda de l'endeví Poliïdos, va calmar la còlera d'Àrtemis, i Teutrant va recuperar la salut. Van posar el nom de Teutrània a la muntanya on l'heroi havia tingut aquesta aventura.
Teutrant va acollir Auge quan va ser venuda per Naupli. De vegades es diu que es casà amb ella, però no van tindre descendència, i per això quan Tèlef, reconegut com a fill d'Auge, arribà al seu país, l'adoptà i el nomenà successor. Altres vegades es diu que va tractar Auge com una filla, nomenant successor a Tèlef.
Aquest Teutrant no s'ha de confondre amb altres herois, especialment amb un Teutrant que Hèctor va matar davant de les portes de Troia.